# Bezzia longiforceps
Bezzia longiforceps är en tvåvingeart som beskrevs av Tokunaga 1959. Bezzia longiforceps ingår i släktet Bezzia och familjen svidknott. Inga underarter finns listade i Catalogue of Life.